# Esclerócio

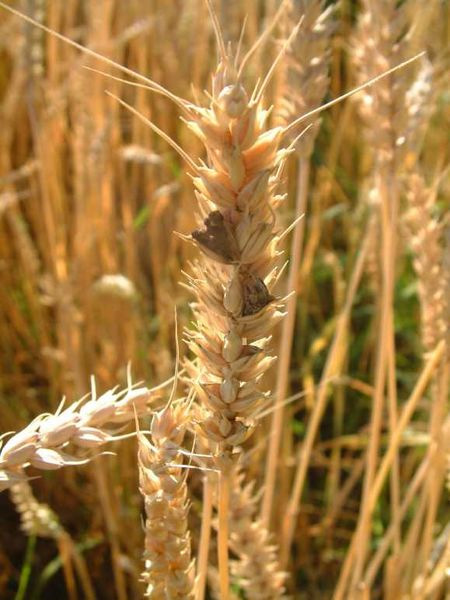
Esclerócios de Claviceps spp. numa espiga de trigo.

Um esclerócio é uma massa compacta de micélio endurecido contendo reservas alimentares de fungos. Um dos papeis dos esclerócios é sobreviverem a extremos ambientais. Alguns fungos mais desenvolvidos como Claviceps, os esclerócios desprendem-se e ficam latentes até surgir uma oportunidade favorável para o crescimento. Outros fungos produtores de esclerócios são patógenos importantes de culturas de colza.
Os esclerócios assemelham-se a clistotécios tanto na morfologia, como no controlo genético do seu desenvolvimento. Tal sugere que as duas estruturas possam ser homólogos, sendo os esclerócios cleistotécios vestigiais que perderam a capacidade de produzir esporos.